# سلالة تشي الجنوبية
سلالة تشي الجنوبية (بالصينية المبسطة: Nan Qi Chao) هي ثاني السلالات الجنوبية الحاكمة والتي يعتبرها العديد المؤرخين السلالة الشرعية بسبب خلافتها لسلالة ليو سونغ الحاكمة، حكمت سلالة تشي لفترة قصيرة جدا من سنة 479 م وحتى الإطاحة بها من قبل أحد أفرادها وتأسيس سلالة ليانغ الجنوبية سنة 501م.

## التأسيس
بعد كارثة يونغجيا هرب البلاط الحكومي إلى الجنوب وأسس عاصمته
في جيانكانغ، استمر العمل بنظام الشرعوية ومصطلح أن الإمبراطور ماهو إلا ابن للسماء، كانت السلالات الجنوبية تسمى بالسلالات الشرعية بسبب خلافتها لأسرة جين (265-420) والتي
أسقطت الممالك الثلاث بعد سقوط سلالة هان الحاكمة، وبإسثنتاء سلالة ليو سونغ الحاكمة كان عصر السلالات الجنوبية يمتاز بالضعف والإنحلال، إستطاع شياو داوتشينغ التحكم في أخر حكام ليو سونغ «الإمبراطور شون» الذي أجبر على النزول عن عرش الجنوب بواسطة شياو داوتشينغ الذي أعلن تأسيس أسرة تشي، كانت أسرة تشي ممتلئة بالإنقسامات والشكوك وبعد وفاة شياو داوتشينغ دخل خلفاؤه في صراع مرير أدى لحصول تمرد عام بقيادة شياو يان وهو قريب الإمبراطور وبعد نجاح التمرد قام شياو يان بإلغاء تشي وتأسيس سلالة ليانغ الجنوبية في سنة 501م.

## أباطرة تشي
| الاسم                                | اللقب الصيني           | مدة الحكم | اسم العصر                                |
| ------------------------------------ | ---------------------- | --------- | ---------------------------------------- |
| Emperor Gao of Southern Qi (齊高帝)  | Xiao Daocheng (蕭道成) | 479–482   | Jianyuan (建元) 479–482                  |
| Emperor Wu of Southern Qi (齊武帝)   | Xiao Ze (蕭賾)         | 482–493   | Yongming (永明) 483–493                  |
| –                                    | Xiao Zhaoye (蕭昭業)   | 493–494   | Longchang (隆昌) 494                     |
| –                                    | Xiao Zhaowen (蕭昭文)  | 494       | Yanxing (延興) 494                       |
| Emperor Ming of Southern Qi (齊明帝) | Xiao Luan (蕭鸞)       | 494–498   | Jianwu (建武) 494–498 Yongtai (永泰) 498 |
| –                                    | Xiao Baojuan (蕭寶卷)  | 499–501   | Yongyuan (永元) 499–501                  |
| Emperor He of Southern Qi (齊和帝)   | Xiao Baorong (蕭寶融)  | 501–502   | Zhongxing (中興) 501–502                 |